# مونتکلم، میشیگان
مونتکلم (به انگلیسی: Montcalm Township) یک منطقهٔ مسکونی در ایالات متحده آمریکا است که در شهرستان مونتکالم، میشیگان واقع شده‌است.
 مونتکلم ۹۴٫۳ کیلومتر مربع مساحت و ۳٬۱۷۸ نفر جمعیت دارد و ۲۷۱ متر بالاتر از سطح دریا واقع شده‌است.